# 2016年安塔利亞世界園藝博覽會
2016年世界博览会是定于2012年世界博览会之后的下一个世界园艺博览会，主办城市在安塔利亚 ，主办国家在土耳其。

## 外部連結
- Expo 2016 - BIE 世界园艺博览会（页面存档备份，存于）
- 2016 年安塔利亚世博会官方网站（页面存档备份，存于）
- 安塔利亚成功申办2016年世博会（页面存档备份，存于）